# Epsilon Crucis
Pour les articles homonymes, voir Epsilon (homonymie).
Désignations
Epsilon Crucis (ε Cru / ε Crucis) ou Ginan est une étoile géante de quatrième magnitude de la constellation de la Croix du Sud. Elle est parfois appelée Intrometida en portugais. Bien qu'elle ne soit pas considérée comme faisant partie de l'astérisme de la Croix du Sud par la plupart des gens, elle est cependant incluse dans la Croix de Sud sur les drapeaux nationaux du Brésil, de l'Australie et de la Papouasie-Nouvelle-Guinée.
Epsilon Crucis est une étoile géante orange de type spectral K3III. D'après la mesure de sa parallaxe annuelle par le satellite Hipparcos, elle est située à environ 230 années-lumière de la Terre. L'étoile est environ 1,5 fois plus massive que le Soleil et elle est âgée autour de 2,2 milliards d'années. Son rayon est environ 28 fois plus grand que le rayon solaire, elle est 302 fois plus lumineuse que le Soleil et sa température de surface est de 4 294 K. Elle apparaît quelque peu appauvrie en métaux par rapport au Soleil, c'est-à-dire en éléments plus lourds que l'hélium, avec une abondance en fer qui vaut 62 % celle du Soleil. Le télescope spatial TESS a mis en évidence qu'Epsilon Crucis est une étoile variable irrégulière à longue période de type LB, avec une magnitude apparente qui varie très peu, entre 3,58 et 3,60.